# Junarmia
Wszechrosyjskie Narodowe Stowarzyszenie Patriotyczne i Ruch Społeczny „Młoda Armia” (ros. Всероссийское военно-патриотическое общественное движение «Юнармия», Wsierossijskoje wojenno-patrioticzeskoje obszczestwiennoje dwiżenije «Junarmija»), określane w skrócie jako Junarmia (ros. Юнармия, Junarmija) – organizacja młodzieżowa o charakterze paramilitarnym (korpus kadetów), wspierana i finansowana przez Ministerstwo Obrony Federacji Rosyjskiej. Została założona w 2016 roku. Jej głównym zadaniem jest szkolenie przyszłych żołnierzy oraz propagowanie i wpajanie młodym wojskowym wartości patriotycznych i historycznych. Według oficjalnej strony internetowej, liczba członków organizacji wynosi około miliona.
Organizacja wywodzi się z klubów „Młodej Armii” zakładanych od 2008 przez nauczycieli podstaw bezpieczeństwa w życiu codziennym. W październiku 2016 w Republice Komi odbył się pierwszy zlot Junarmii. Został on poświęcony pamięci Arsena Pawłowa.

## Inwazja Rosji na Ukrainę w 2022
W marcu 2022 wskutek niepowodzeń armii rosyjskiej i braku znaczących postępów podczas inwazji na Ukrainę, minister obrony Rosji Siergiej Szojgu podpisał rozporządzenie nakazujące sprawdzić stopień przygotowania 17-letnich rezerwistów do udziału w działaniach wojennych. Strona ukraińska stwierdziła, iż Junarmia działa analogicznie do nazistowskiego Hitlerjugend.
Decyzją z dnia 21 lipca 2022 r. Rada Unii Europejskiej nałożyła na Junarmię sankcje za wspieranie działań podważających integralność terytorialną, suwerenność i niezależność Ukrainy.